# Fakarava (comuna asociada)
Fakarava es una comuna asociada de la comuna francesa de Fakarava  que está situada en la subdivisión de Islas Tuamotu-Gambier, de la colectividad de ultramar de Polinesia Francesa.

## Composición
La comuna asociada de Fakarava comprende los atolones de Aratika, Fakarava, Raraka y Toau:
| Comuna asociada de Fakarava |            |     |       |
| Aratika                     | 233 (2007) | 8.3 | 28.07 |
| Fakarava                    | 500 (2012) | 16  | 31    |
| Raraka                      | 67 (2002)  | 7.2 | 9.31  |
| Toau                        | 24 (2002)  | 12  | 2     |

## Demografía
| Gráfica de evolución demográfica de Fakarava entre 1977 y 2012 |
|                                                                |

Fuente: Insee